# Ndéndé Guèye
Ndéndé Adama Guèye (ur. 5 stycznia 1983) – senegalski piłkarz, występujący na pozycji obrońcy. Od 2018 roku zawodnik 07 Vestur. 

## Kariera
W 2005 roku był piłkarzem ASC Diaraf. W rundzie jesiennej sezonu 2005/2006 znajdował się w kadrze Górnika Zabrze, ale w klubie tym nie zagrał ani jednego meczu. W 2008 roku został zawodnikiem farerskiego B68, w którym przez pięć sezonów rozegrał 126 meczów ligowych. W sezonie 2013 grał w TB Tvøroyri. W latach 2014–2015 reprezentował barwy KÍ Klaksvík, gdzie zagrał w 54 meczach. W 2016 roku wrócił do TB Tvøroyri.
Jego brat, Matar, również grał jako piłkarz, między innymi w Wiśle Płock.

## Statystyki ligowe
| Sezon         | Klub          | Liga            | Mecze | Gole |
| ------------- | ------------- | --------------- | ----- | ---- |
| 2005 (w)      | ASC Diaraf    | Division 1      | ?     | ?    |
| 2005/2006 (j) | Górnik Zabrze | I liga          | 0     | 0    |
| 2008          | B68 Toftir    | Formuladeildin  | 26    | 1    |
| 2009          | B68 Toftir    | Vodafonedeildin | 24    | 4    |
| 2010          | B68 Toftir    | Vodafonedeildin | 23    | 4    |
| 2011          | B68 Toftir    | Vodafonedeildin | 27    | 5    |
| 2012          | B68 Toftir    | Effodeildin     | 26    | 3    |
| 2013          | TB Tvøroyri   | Effodeildin     | 26    | 5    |
| 2014          | KÍ Klaksvík   | Effodeildin     | 27    | 6    |
| 2015          | KÍ Klaksvík   | Effodeildin     | 27    | 3    |